# Ectrosia
Ectrosia là một chi thực vật có hoa trong họ Hòa thảo (Poaceae).

## Loài
Chi Ectrosia gồm các loài: